# Cornelis Everaert
Cornelis Everaert, né à Bruges vers 1480 et mort dans cette ville le 14 novembre 1556, est un poète et dramaturge des Pays-Bas méridionaux.  Ses pièces sont écrites dans le style des rhétoriciens.

## Biographie
Il avait les devises : Ic comme om leeren (Je viens pour apprendre) et So reine verclaert (Si bien expliqué), cette dernière étant l'anagramme de son nom.  De profession, il était teinturier et foulonnier, comme son père Cornelis.  En outre, il était clerc associé à la gilde des archers de Saint-Sébastien.  C'est à leur « roi » qu'à l'occasion d'une de leurs fêtes, il présenta son jeu Van der Beke.  Il était membre, peut-être facteur, des chambres de rhétorique brugeoises Le Saint-Esprit (De Heleghe Gheest) et Les Trois Saintes (De Dry Sanctinnen).
À un concours de poésie à Nieuport, il remporta le premier prix pour son premier esbatement, datant de 1512 : Van 't Wesen, c'est-à-dire l'essence ou la nature insondable de la femme.

## Notoriété posthume
En 1556, à la mort de ce grand rhétoricien, Eduard de Dene composa en son honneur un poème où il indique qu'Everaert aurait éduqué maint artiste talentueux (« […] heeft menich aerdich artiste vpghequeect […] »).
Un jeu de table anonyme à trois personnages (Tafelspeelken van drye Personagien) du Livre de l'amour (Dboeck der Amoreusheyt), publié à Anvers chez Guillaem van Parijs en 1580, lui est attribué sur des bases stylistiques ainsi qu'en raison des noms des chambres de rhétorique De Heleghe Gheest et De Dry Sanctinnen, cités dans les vers conclusifs.  Cette pièce ne daterait pas d'avant 1540.

## Œuvre

### Remarques générales
« Rethorisienen doen tvolc lachghen, maer selve zy weenen.
Dus is de cunste van cleenen proffytte. »
« Les rhétoriciens font rire les gens, mais eux, ils pleurent.
Ainsi, le bénéfice de l'art est minime. »
Cornelis Everaert
Entre 1509 et 1538, mais avec une interruption de 1513 à 1523, il écrivit 35 jeux sérieux et comiques.  Aux premiers appartiennent ceux traitant les sujets dévotionnels (dix jeux) et sociopolitiques (dix moralités), aux derniers les jeux de table et les sept esbattements, presque tous des pièces de circonstance,.  Ainsi, le jeu des laboureurs serviables et des négociants (Ghewillich Labuer ende Volc van neeringhe) de 1526 fut écrit à l'occasion du traité de Madrid.
Quoiqu'il dénonce, ne le cédant en rien à ses contemporains, les mauvaises mœurs des prêtres et surtout des moines, qu'il dépeint avec sa raillerie spirituelle dans ses farces et dans ses pièces sérieuses, il demeure toutefois un fils crédule de l'Église au début de la Réforme, qui ne désapprouve même pas le supplice du bûcher auquel les « hérétiques » étaient condamnés, comme il l'indique à quelques reprises dans ses pièces.  Dans ses pièces conservées, il se présente comme un homme conservateur du Moyen Âge, qui veut résoudre les problèmes religieux et sociaux par des moyens complètement désuets à son époque.  Son sentiment social prononcé le pousse à critiquer l'ordre établi, tout en dépassant parfois largement les bornes de la bienséance, comme en témoigne l'interdiction par les autorités de la représentation de certains jeux.  Cependant, dans les pièces tolérées est réclamé le respect du peuple dû au gouvernement .
Dans le jeu du vignoble (Spel van den Wynghaert), de 1533, le dramaturge critique de façon virulente le péché de la hérésie (« Lazarussche sonde der Ketterye ») ; cette pièce est une adaptation de la parabole des ouvriers envoyés à la vigne.  Le jeu de la pluie légère (Spel van den Zoeten Reyn) traite de la victoire remportée à Pavie en 1525.  Le jeu du combat (Het Spel van den Crych), en fait celui de la cupidité, fut interdit parce que l'auteur se serait trop éloigné de la vérité (« […] te veel de waarheid in noopte […] »).  Le jeu de la monnaie inégale (Spel van d'Ongelycke Munte) subit le même sort.
C'est dans les farces qu'Everaert déploie le plus son art.  Dans ces pièces comiques, il vise les femmes en particulier ; la cause des désaccords conjugaux réside généralement dans le sang-froid de l'homme et la trop grande avidité de la femme.  Dans l'esbattement du méchant et de l'impertinent (Stout ende Onbescaemt), une femme adultère ouvre la pièce par un monologue où elle se plaint de son mari, dont le corps manque de vigueur et de joie.  De façon indécente, elle fait savoir qu'elle est hantée par le désir brûlant de s'amuser avec un autre homme, ne fût-ce qu'un bedeau ou un clerc.  Dans l'esbattement du pêcheur (Esbatement van den Visscher), une femme en détresse confesse à son mari que celui-ci n'est le père biologique que de l'aîné de leurs trois fils, le cadet et le benjamin étant respectivement du valet et du chapelain.
Sa pièce la plus connue est l'esbattement de la petite bourgeoisie et de la tribulation (Esbatement van Scamel Gemeente ende Tribulasie) : les gens ordinaires, par une trop grande prospérité induits à la richesse, la cupidité et d'autres péchés, sont retenus de cette dépravation « grâce » à la tribulation, c'est-à-dire les troubles,.  Le pauvre ouvrier (« Scaemelen Arbeyder ») est appris qu'en vivant au-dessus de ses moyens, il s'est infligé ses malheurs à lui-même.  Après avoir reconnu sa culpabilité, il reçoit d'une personnification du sentiment raisonnable (« Redelic Ghevoel »), qui lui rappelle en passant le sort de Job, un tabouret appelé « Patience » (« Patiencie »), sur lequel il peut s'appuyer.  Le pauvre ouvrier, complètement convaincu, se promet :
« Ic zal my gheerne pacientich houden
Ende lenen gherustelic up mynen stocke. »
« Volontiers, je vais patienter
et m'appuyer sur ma canne, en toute quiétude. »
Everaert devrait être considéré comme un génie incompris en son temps, car aucun rhétoricien et que peu de dramaturges avant ou après lui n'atteignirent un niveau comparable dans le genre comique.
Par son orthodoxie assagie, où l'élément éthique est prédominant, par l'intérêt porté à la vie sociale et domestique, qui relègue les questions religieuses à l'arrière-plan, et par la volonté de versifier des morceaux légers et joyeux à une époque turbulente, Everaert représente une attitude caractéristique de nombreux catholiques romains de son temps.

## Ressources

### Les 35 pièces du manuscrit de Bruxelles
La Bibliothèque royale de Belgique à Bruxelles possède le manuscrit de 35 de ses pièces.
- Tspel van Maria hoedeken, ende es een exemple van eenen clerc die Maria diende, ghestelt ende ghemaect, 1509 ;
- Tspel van een anders welvaren, ende was mijn eerste waghenspel, 1511 ;
- Esbatement van 't Wesen, 1512 ;
- Tspel van den Hooghen Wint en den Zoeten Reyn, 1525 ;
- Esbatement van der Vigilie, 1526 ;
- Esbatement van den coopman die vijf pondt grooten vercuste, 1513 ;
- Tspel dat ghespelt was voor de Aragoenoysen, 1525 ;
- Esbatement van Scaemel Gemeente ende Trybulatie, 15?? ;
- Tspelt van den willecome van den predicaren int capittele provinciael, 152? ;
- Esbatement van Stout ende Onbescaemt, 1527 ;
- Tspel van Gewillich Labuer ende volc van Neiringhe ;
- Esbatement van den Dryakel-prouver, 1528 ;
- Tspel van den Crygh ;
- Esbatement van Boerlic Pleghen ende Ghenoughelic Voorstel, 1526 ;
- Tspel van donghelijcke munte, 1530 ;
- Tspel van Groot Labuer ende sober wasdom ;
- Esbatement van arm in de buerse, 1529 ;
- Tspel van Maria gheleken by den throon van Salomon ;
- Esbatement van den Visscher ;
- Tspel van Maria ghecompareert by den scepe, 1530 ;
- Tspel van sinte Pieter ghecompareert by der duve, 1531 ;
- Tspel van Maria ghecompareirt by de stede van Jherusalem in glorien gheresen ;
- Een tafelspeilken van der Beke, 1512 ;
- Tspel van Maria ghecompareert by de claerheyt, 1511 ;
- Een tafelspeilken up een hoedeken van Maria, 1530 ;
- Een spel van den nieuwen priester ;
- Tspel van Ghemeene Neerynghe ;
- Esbatement van de zeven bloetsturtinghen, 1530 ;
- Tspel van Tilleghem ;
- Tspel van Joncheyt ende Redene ;
- Tspel van den Berch ;
- Tspel van den Wyngaert ;
- Tspel van een Jubile ;
- Tspel van der Nichte ;
- Tspel van den Pays[2],[20].

### Sources
- (nl) Frederiks, Johannes Godefridus, et Frans Jozef Peter van den Branden.  « Cornelis Everaert », Biographisch woordenboek der Noord- en Zuidnederlandsche letterkunde, Amsterdam, L.J. Veen, 1888-1891, p. 241.
- (nl) Geirnaert, Dirk.  « Een Brugse bruiloft met Everaert? », Jaarboek De Fonteine, année 1987-1988, Gand, Koninklĳke Soevereine Hoofdkamer van Retorica ‘De Fonteine’, 1990, p. 9-47.
- (nl) Kalff, Gerrit.  Geschiedenis der Nederlandsche letterkunde, 3e vol., Groningue, J.B. Wolters, 1907, p. 61-69.
- (nl) Mak, Jacobus Johannes.  « Everaert, Cornelis », De Nederlandse en Vlaamse auteurs van middeleeuwen tot heden met inbegrip van de Friese auteurs (réd. Gerrit Jan van Bork et Pieter Jozias Verkruijsse), Weesp, De Haan, 1985, p. 197.
- (nl) Ter Laan, Kornelis.  « Cornelis Everaert », Letterkundig woordenboek voor Noord en Zuid, 2e tirage, La Haye/Jakarta, G.B. van Goor Zonen's Uitgeversmaatschappij, 1952, p. 150.
- (nl) Te Winkel, Jan.  De ontwikkelingsgang der Nederlandsche Letterkunde II. Geschiedenis der Nederlandsche letterkunde van Middeleeuwen en Rederijkerstijd (2), Haarlem, Les Héritiers F. Bohn, 1922, 2e impr., p. 381-382, 384.
- (nl) Van Moerkerken, Pieter Hendrik.  De satire in de Nederlandsche kunst der middeleeuwen, Amsterdam, S.L. van Looy, 1904, p. 95.
- (nl) Willems, Jan Frans.  « Cornelis Everaert, tooneeldichter van Brugge », Belgisch museum voor de Nederduitsche tael- en letterkunde en de geschiedenis des vaderlands, 6e vol., Gand, Maatschappij tot Bevordering der Nederduitsche Taal- en Letterkunde, 1842, p. 41-51.
- (nl) Worp, Jacob Adolf, Geschiedenis van het drama en van het tooneel in Nederland, 1er vol., Groningue, Wolters, 1903,  p. 173.